# Lagaoriao
Lagaoriao es un barrio rural  del municipio filipino de cuarta categoría de Cuyo perteneciente a la provincia  de Paragua en Mimaro,  Región IV-B.

## Geografía
Este barrio  se encuentra en el interior de la isla de Gran Cuyo,  situada  en el mar de Joló en las  Islas de Cuyos, archipiélago formado por  cerca de 45 islas situadas al noreste de la isla  de Paragua (Puerto Princesa), al sur de Mindoro (San José) y al oeste de la de  Panay (Iloílo).
Su término linda al noroeste con el barrio de Bangcal; al nordeste con el barrio de Lungsod; al suroeste  con el barrio de  Suba; y al sudeste con el barrio de Paaua (Pawa).

### Demografía
El barrio  de Lagaoriao contaba  en mayo de 2010 con una población de 684  habitantes.